# 東洋ナッツ食品
東洋ナッツ食品株式会社（とうようナッツしょくひん、英: TOYO NUT Co.,Ltd.）とは兵庫県神戸市に本社を置く、主にナッツ（種実類）やドライフルーツの食品製造会社である。
日本で最も早い時期にナッツの製造販売を開始した会社であり、ナッツ類の国内売上ではトップクラスの会社である。
また、ナッツの輸入から焙煎、加工、包装まで一貫して行なっている、日本国内では数少ない専業メーカーである。

## 沿革
- 1959年（昭和34年） - 東洋ナッツ食品株式会社を設立
- 1963年（昭和38年） - 東京支店開設
- 1970年（昭和45年） - 福岡営業所開設
- 1971年（昭和46年） - ヌーナッツ（低脂肪・高蛋白落花生）の開発のため米国シーブルック社、不二製油(株)と技術提携
- 1978年（昭和53年） - 現本社工場に移転
- 1986年（昭和61年） - 第1回アーモンドフェスティバルを開催
- 1987年（昭和62年） - 米国シーブルック社と提携して「ハニーピーナッツ」を現地生産し、ナショナル・ピーナッツ・カウンシル・オブ・アメリカ （N.P.C.A）のマーケティング支援を得て日本市場に発表
- 1996年（平成8年） - 代表取締役社長に中島洋人が就任、東京支店社屋改築
- 1999年（平成11年） - 名古屋オフィス開設
- 2006年（平成18年） - 本社物流センター開設
- 2012年（平成24年） - 関西支店開設
- 2016年（平成28年） - 物流センターリニューアル、トラックとデザインを統一
- 2019年（平成31年/令和元年） - 第40回食品産業優良企業等表彰において農林水産大臣賞を受賞、レインフォレスト・アライアンス認証を取得

## 主な製品
- 種実類 - アーモンド、カシューナッツ、クルミ、ピスタチオ、ヒヨコマメ、ヘーゼルナッツ、ブラジルナッツなど
- ドライフルーツ - レーズン、イチジク、プルーン、ブルーベリー、クランベリー、マンゴー、パイナップルなど

自社ブランドを「TON'S」というブランド名で販売しているほか、セブン&アイ・ホールディングスや日本流通産業、日本生活協同組合連合会などのプライベートブランド商品も手がけている。品質を保つため、一部のナッツ・ドライフルーツにおいてはTOYOスペックと称し、現地の生産者と協力して独自の規格によって育てられているものもある。
レーズンを衣で包んだオリジナルのスナック「サンドロップ」を開発し、ミックスナッツ製品に入っている。2017年にはさらに軽い食感の「サンドロップ＃」にリニューアルした。

## 広報活動
- 毎年3月中旬から下旬にかけてアーモンドフェスティバルを開催しており、工場敷地に植樹されたアーモンドの花の見物や種実類を使用したオリジナル食品の販売などを行なっている。このイベントには同じ深江浜町のエム・シーシー食品や東洋水産なども参加しており、地域をあげてのイベントとなっている。
- プロバスケットボール兵庫ストークスのスポンサーであった。

## 事業所
- 本社・工場 - 兵庫県神戸市東灘区深江浜町30番地
- 東京支店 - 東京都中野区中央1丁目27-12
- 関西支店 - 兵庫県神戸市東灘区深江浜町30番地
- 福岡営業所 - 福岡県福岡市博多区博多駅南1丁目2-15